# Mesabolivar fluminensis
Mesabolivar fluminensis is een spinnensoort uit de familie trilspinnen (Pholcidae). De soort komt voor in Brazilië. 